# Chōnan
Chōnan (長南町 Chōnan-machi?) es un pueblo localizado en la prefectura de Chiba, Japón. En octubre de 2018 tenía una población de 7.710 habitantes y una densidad de población de 118 personas por km². Su área total es de 65,51 km².

## Geografía

### Municipios circundantes
- Prefectura de Chiba
  - Ichihara
  - Mobara
  - Nagara
  - Mutsuzawa
  - Ōtaki

## Demografía
Según datos del censo japonés, la población de Chōnan ha disminuido en los últimos años.
| Año del censo | Población |
| ------------- | --------- |
| 1995          | 11.339    |
| 2000          | 10.628    |
| 2005          | 9.824     |
| 2010          | 9.073     |
| 2015          | 8.206     |